# Sphecodes solidaginis
Sphecodes solidaginis är en biart som beskrevs av Cockerell 1937. Sphecodes solidaginis ingår i släktet blodbin, och familjen vägbin. Inga underarter finns listade i Catalogue of Life.